# بعثة الاتحاد الإفريقي الانتقالية في الصومال
بعثة الاتحاد الإفريقي الانتقالية في الصومال (بالصومالية: African Union Transition Mission in Somalia)‏ أو اختصارا (أتميس) (ATMIS) بعثة حفظ سلام تابعة للاتحاد الإفريقي مهمتها الإعداد للانسحاب الكامل من الصومال، عُرفت أتميس سابقا ببعثة الاتحاد الإفريقي في الصومال، ومن المقرر سحب القوات من الصومال عام 2024، لتتولى القوات المسلحة الصومالية مهمة العمليات الأمنية، وتضم بعثة الاتحاد الإفريقي قوات منبوروندي وجيبوتي وإثيوبيا وكينيا وأوغندا.

## خلفية
تشكلت بعثة الاتحاد الإفريقي الانتقالية في 1 أبريل 2022 بعد انتهاء تفويض بعثة الاتحاد الإفريقي في 31 مارس، وتركز مهمة البعثة على تأهيل الحكومة الفيدرالية الصومالية سياسيا وعسكريا حتى موعد انسحاب الاتحاد الإفريقي. وينتهي تفويض بعثة (أتميس) في 31 ديسمبر 2024، ومن المتوقع تسلّم القوات المسلحة الصومالية بشكل كامل المسؤولية الأمنية في البلاد، جريا على خطى قوات البعثة الانتقالية، وجرى أول تخفيض للقوات في ديسمبر 2022. 

## ردود الفعل
في 6 أبريل 2022 اعتبر رئيس الوزراء الصومالي محمد حسين روبلي سفير الاتحاد الإفريقي في الصومال فرانسيسكو ماديرا شخصًا غير مرغوب فيه وطلب منه مغادرة البلاد في غضون 48 ساعة بسبب "الانخراط في أعمال لا تتوافق مع وضعه" وذلك بعد ظهور تسجيل صوتي له، انتقد فيه المسؤولين الحكوميين لعدم تعاملهم مع مشاكل الأمن القومي، وسرعان ما رفض الرئيس الصومالي محمد عبد الله فرماجو قرار الطرد، في 16 أبريل 2022 بدأ الإعداد لاعتماد سفير جديد للاتحاد الإفريقي في الصومال ليحل محل فرانسيسكو ماديرا، بعد قرار روبلي في 6 أبريل الذي أدى إلى توتر العلاقات بين الرئيس ورئيس الوزراء.

## عمليات عسكرية
- 3 مايو 2022- اقتحم مقاتلو حركة الشباب معسكرًا لقوات أتميس في بلدة عيل برف بمحافظة شبيلي الوسطى[11] ما أدى إلى اندلاع معركة شرسة أسفرت عن مقتل 30 جنديًا وإصابة 22 آخرين من قوات حفظ السلام البوروندية، ووفقًا لما ذكره ضابط بوروندي رفيع المستوى، فإن عشرات الجنود لا زالو مفقودين، وكان هذا أول هجوم تتعرض قوات أتميس. [12][13]
- 26 مايو 2023 - اقتحم مسلحو حركة الشباب معسكرًا تابعًا لبعثة أتميس في بولو مرير بمحافظة شبيلي السفلى بعد عدة تفجيرات انتحارية حول محيط المخيم.[14] وأسفر الهجوم عن مقتل 54 جنديًا[15] (حسب مصادر في قوات الدفاع الشعبية الأوغندية، في حيت ادعت حركة الشباب قتل 137 من قوات أتميس)، وأسر جنديين على الأقل، وسيطر المسلحون مؤقتًا على المدينة، وكان هذا الهجوم الأكثر دموية على القوات الأوغندية منذ انتشارها في الصومال في عام 2007.[16]